# Tingade

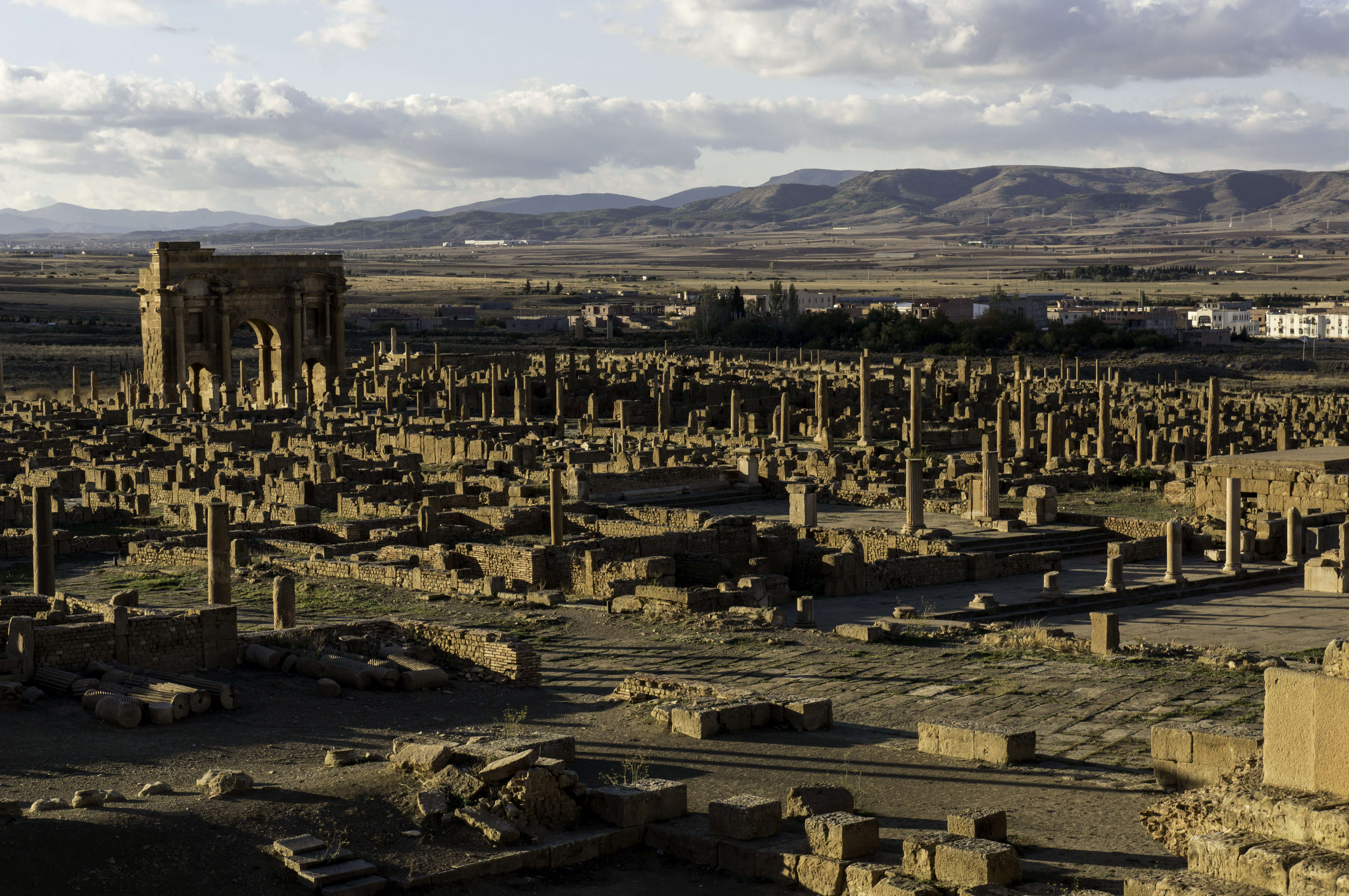
Cidade romana de Timgad (Argélia)

Tingade (Timgad) em 1982 foi incluída na lista de Patrimônio Mundial da UNESCO. Localiza-se na Comunidade de Tingade, na província de Batna, Argélia.
No ano 100, durante o reinado do imperador romano Trajano (r. 98–117), o general Lúcio Munácio Galo fundou a colônia de Tamúgados. Seu nome completo era: Colônia Marciana Trajana Tamúgados e destinava-se a aumentar a área de domínio, influência e de negócios de Roma naquela região, além de proporcionar proteção para as rotas comerciais e aos habitantes da região contra ataques de nômades vindos do sul. Ao longo dos anos desenvolveu-se e de colônia transformou-se numa típica e estruturada cidade romana, com tavernas, lojas, fórum e um grande teatro. 
Apesar da passagem do tempo e das invasões árabes e berberes, Tingade se mantém em bom estado de conservação. O teatro foi utilizado durante muitos anos como receptor de espetáculos de todo o Mediterrâneo.

## Galeria

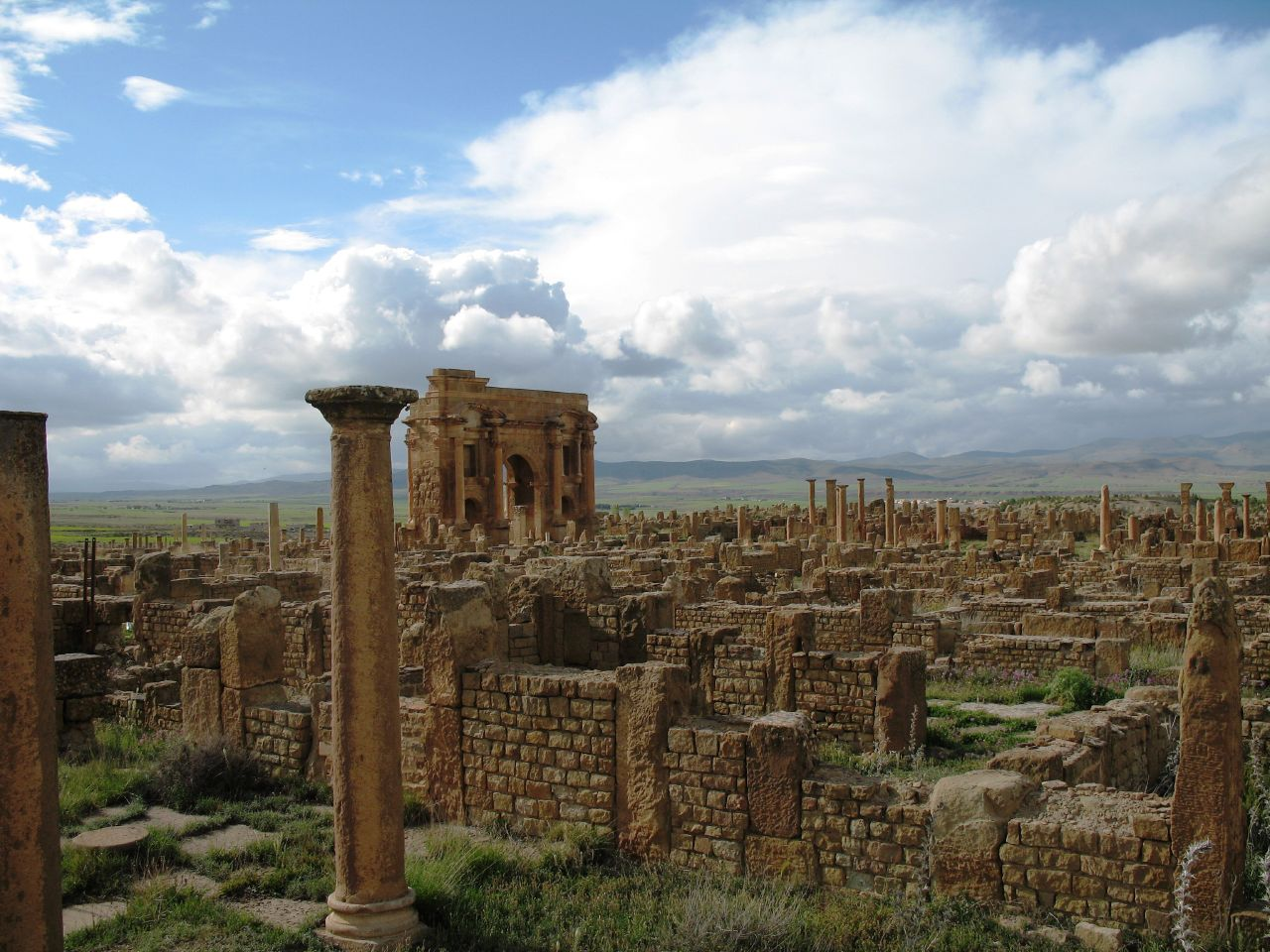
Vista de Tingade com o Arco de Trajano ao fundo.
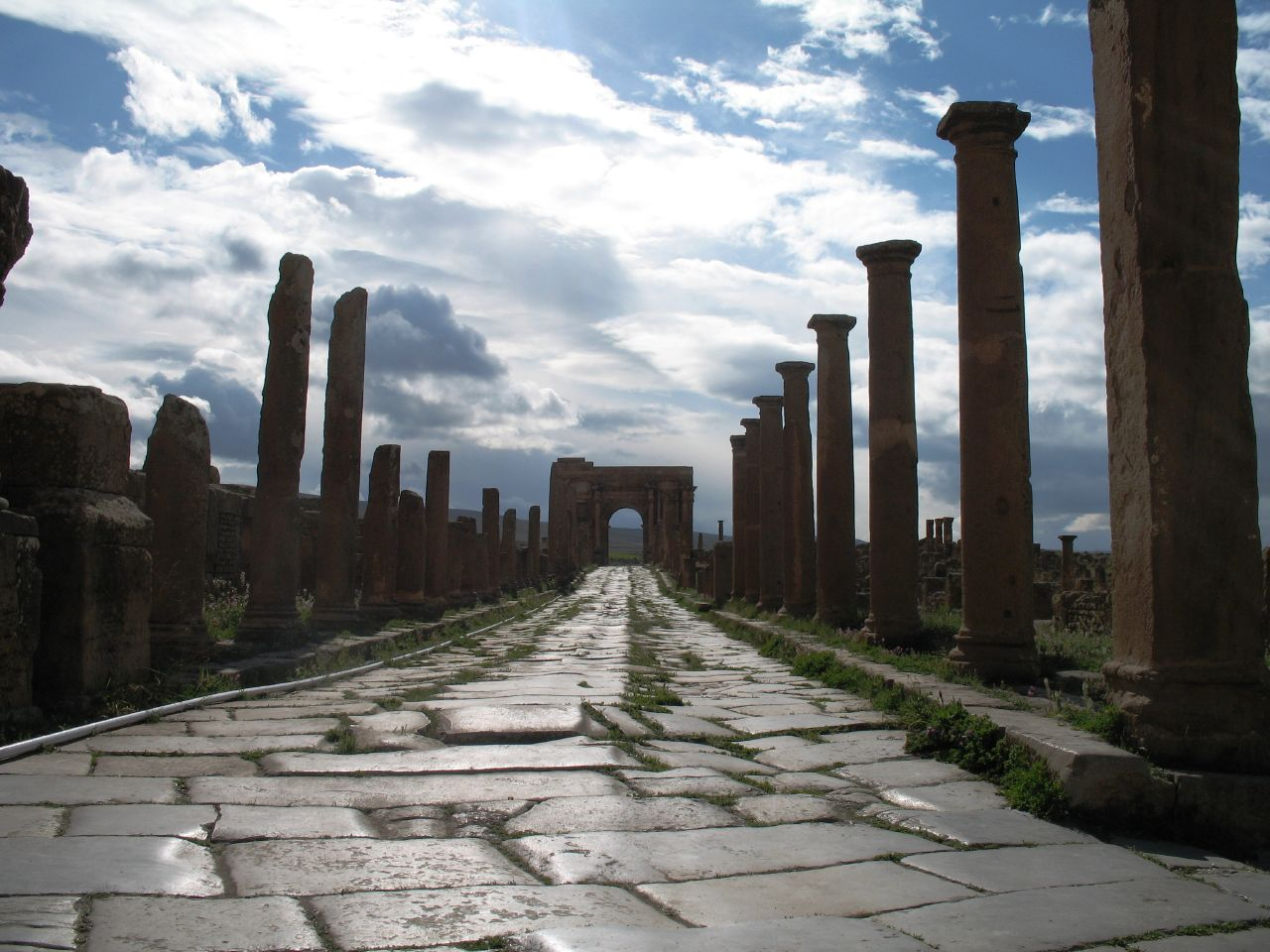
Uma rua de Tingade com o Arco de Trajano fundo.
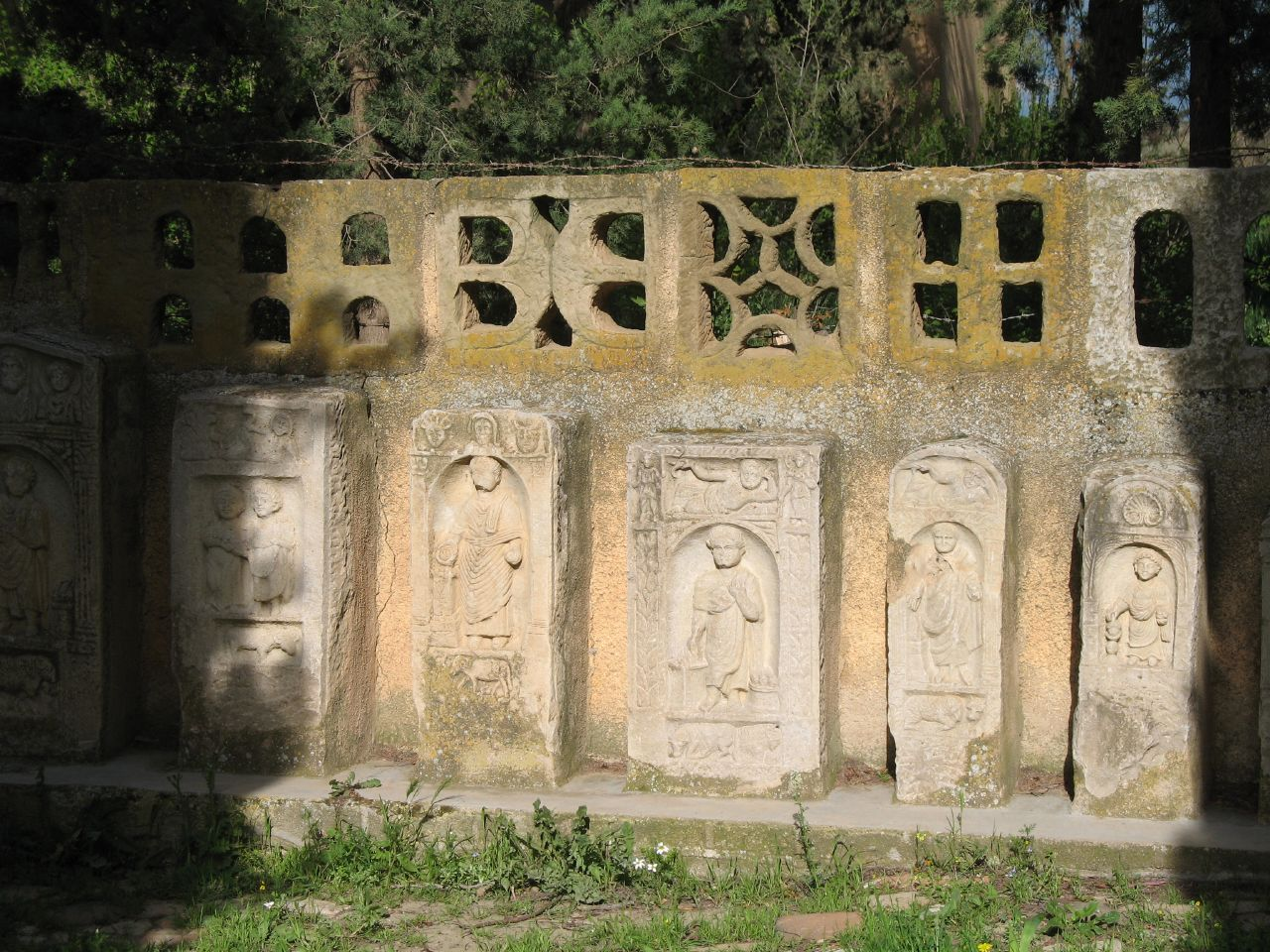
Túmulos em Tingade.
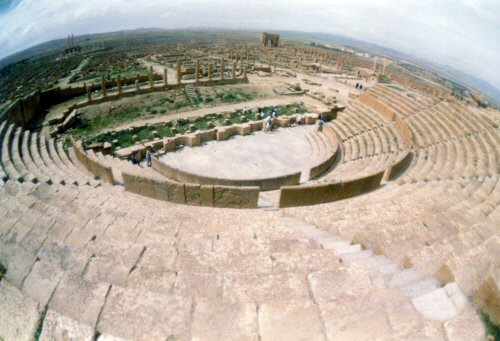
Teatro Romano de Tingade.